# Cape Lyon
Cape Lyon är en udde i Kanada.   Den ligger i territoriet Northwest Territories, i den norra delen av landet, 3 700 km nordväst om huvudstaden Ottawa.
Terrängen inåt land är platt. Havet är nära Cape Lyon norrut. Trakten runt Cape Lyon är nära nog obefolkad, med mindre än två invånare per kvadratkilometer.. Det finns inga samhällen i närheten.
Trakten runt Cape Lyon består i huvudsak av gräsmarker.